# Cerodontha handlirschi
Cerodontha handlirschi is een vliegensoort uit de familie van de mineervliegen (Agromyzidae). De wetenschappelijke naam van de soort is voor het eerst geldig gepubliceerd in 1967 door Nowakowski.